# Regiões da Islândia
A Islândia é dividida em oito regiões (em islandês: landsvæði), uma divisão estabelecida principalmente para fins estatísticos e de planejamento por agências governamentais e associações de municípios. Essas regiões não são definidas por lei e não possuem caráter administrativo formal como os municípios. No entanto, essa subdivisão é amplamente utilizada para organizar dados demográficos, econômicos e geográficos. A delimitação das regiões leva em conta características geográficas, econômicas e populacionais, agrupando municípios que compartilham traços semelhantes e enfrentam desafios comuns. A Região da Capital (Höfuðborgarsvæðið), por exemplo, é a menor em área, mas concentra mais de 60% da população total do país, funcionando como o indiscutível centro político, cultural e econômico da nação.
Além disso, as regiões refletem a diversidade natural da Islândia, desde áreas urbanas densamente povoadas até paisagens rurais remotas como as dos Fiordes do Oeste. Essa divisão facilita a aplicação de políticas públicas adaptadas às condições locais, como desenvolvimento regional, infraestrutura e serviços sociais. As disparidades econômicas também são evidentes: enquanto a Região da Capital lidera nos setores de serviços e tecnologia, outras regiões têm maior dependência de atividades como pesca, agricultura, turismo e produção de energia geotérmica, refletindo a geografia e os recursos naturais disponíveis.
Do ponto de vista ambiental e genético, as regiões da Islândia apresentam uma notável diversidade que reflete sua história de colonização e isolamento geográfico. Estudos genéticos na população humana identificaram gradientes sutis que correspondem às divisões regionais, sugerindo que, historicamente, a mobilidade entre as regiões era limitada, permitindo o desenvolvimento de padrões genéticos distintos. Resultados semelhantes foram obtidos por Stefánsson et al. (2005), que analisaram o impacto da estrutura populacional na herança genética utilizando dados de todo o país.
As oito regiões da Islândia são: Região da Capital, Suðurnes, Vesturland, Vestfirðir, Norðurland vestra, Norðurland eystra, Austurland e Suðurland. Cada uma dessas regiões será abordada individualmente na seção a seguir, com foco em seus dados populacionais, características geográficas e particularidades socioeconômicas.

Mapa das regiões da Islândia

## Lista de Regiões
As Regiões da Islândia são as oito divisões administrativas principais do país. Embora utilizadas principalmente para fins estatísticos e de descentralização de serviços, como o policiamento, cada região possui uma identidade única, moldada por sua geografia, demografia, economia e cultura. A divisão atual foi estabelecida em 1959 e, desde então, sofreu pequenas alterações. A grande maioria da população concentra-se na Região da Capital, em torno de Reykjavík, enquanto as outras sete regiões são escassamente povoadas.
A seguir, uma descrição detalhada de cada região, com dados populacionais de 1º de janeiro de 2024.

### Região da Capital (Höfuðborgarsvæðið)
A Região da Capital é o coração político, cultural e econômico da Islândia. Embora seja a menor em área, com 1.046 km², é de longe a mais populosa, abrigando mais de 60% dos habitantes do país. Sua capital e principal cidade é Reykjavík.
- População (2024): 244.372 habitantes
- Densidade: 233,6 hab./km²
- Principais municípios: Reykjavík, Kópavogur, Hafnarfjörður, Garðabær.

Características Notáveis
- É a capital nacional mais setentrional do mundo, conhecida por sua vibrante cena artística, musical e vida noturna.[6]
- Concentra a maioria das universidades, museus, teatros e instituições governamentais da Islândia.
- É um centro de inovação em energias renováveis, utilizando energia geotérmica para quase todas as suas necessidades de aquecimento.

### Península do Sul (Suðurnes)
Localizada no sudoeste da ilha, a Península do Sul é a porta de entrada da Islândia, abrigando o Aeroporto Internacional de Keflavík. É uma região marcada por sua paisagem vulcânica recente. A cidade principal é Keflavík (parte do município de Reykjanesbær).
- Área: 829 km²
- População (2024): 31.068 habitantes
- Densidade: 37,5 hab./km²

Características Notáveis
- Abriga a famosa estância geotermal Lagoa Azul (Blue Lagoon).[7]
- A Península de Reykjanes é um Geoparque Global da UNESCO, conhecido pela sua intensa atividade geotérmica, campos de lava e pela Dorsal Mesoatlântica visível em terra.[8]
- A região tem sido o epicentro de recentes atividades vulcânicas desde 2021, com fissuras e erupções ocorrendo perto da cidade de Grindavík.

### Oeste (Vesturland)
Muitas vezes chamada de "A Islândia em Miniatura", Vesturland oferece uma amostra diversificada de todas as paisagens do país. A região foi o cenário de muitas das Sagas mais importantes. Seus centros urbanos principais são Borgarnes e Akranes.
- Área: 9.554 km²
- População (2024): 17.223 habitantes
- Densidade: 1,8 hab./km²

Características Notáveis
- Dominada pela geleira e vulcão Snæfellsjökull, imortalizado na obra Viagem ao Centro da Terra de Júlio Verne.
- Famosa por formações geológicas impressionantes, como as colunas de basalto de Gerðuberg e a praia de areia preta de Djúpalónssandur.
- Abriga o Centro de Colonização em Borgarnes, que narra a história dos primeiros colonizadores vikings.

### Fiordes do Oeste (Vestfirðir)
A região dos Fiordes do Oeste é uma grande península caracterizada por uma paisagem dramática de montanhas íngremes que mergulham em fiordes estreitos. É a região mais remota e menos populosa do país. A maior cidade é Ísafjörður.
- Área: 9.409 km²
- População (2024): 7.395 habitantes
- Densidade: 0,79 hab./km²

Características Notáveis
- Os penhascos de Látrabjarg, o ponto mais ocidental da Europa, são um dos maiores habitats de aves marinhas do mundo, incluindo uma vasta colônia de papagaio-do-mar.
- A Reserva Natural de Hornstrandir é uma área selvagem desabitada, paraíso para caminhantes e lar do raposo-do-ártico.
- Sedia o festival de música alternativo Aldrei fór ég suður ("Eu nunca fui para o sul") em Ísafjörður.

### Noroeste (Norðurland vestra)
Conhecida como o coração da criação de cavalos islandeses, a região Noroeste é marcada por vales férteis, fiordes largos e uma forte herança agrícola e histórica. Seu principal centro urbano é Sauðárkrókur.
- Área: 12.737 km²
- População (2024): 7.439 habitantes
- Densidade: 0,58 hab./km²

Características Notáveis
- O museu ao ar livre de Glaumbær, com suas tradicionais casas de turfa, oferece uma visão autêntica da vida rural islandesa nos séculos passados.
- A formação rochosa de Hvítserkur, na península de Vatnsnes, assemelha-se a um dragão ou rinoceronte bebendo água e é um importante ponto de observação de focas.
- A universidade de Hólar é um centro histórico e educacional, com foco em estudos equestres, aquicultura e turismo.

### Nordeste (Norðurland eystra)
A região Nordeste é a mais populosa fora da área da capital, centrada em torno de Akureyri, a "Capital do Norte". A região é rica em maravilhas naturais espetaculares.
- Área: 21.968 km²
- População (2024): 31.063 habitantes
- Densidade: 1,4 hab./km²

Características Notáveis
- A área do Lago Mývatn é mundialmente famosa por sua avifauna e por suas paisagens geológicas surreais, como as formações de lava de Dimmuborgir e a área geotérmica de Námaskarð.
- A cidade de Húsavík é frequentemente chamada de "Capital da Observação de Baleias da Europa".
- Abriga cachoeiras poderosas como Dettifoss (a mais potente da Europa em volume) e Goðafoss (a "Cachoeira dos Deuses").

### Leste (Austurland)
O Leste da Islândia é definido por seus fiordes longos e estreitos, vilarejos de pescadores isolados e montanhas imponentes. É a única região onde se podem encontrar renas selvagens. O principal centro de serviços é Egilsstaðir.
- Área: 22.721 km²
- População (2024): 11.085 habitantes
- Densidade: 0,49 hab./km² (a mais baixa do país)

Características Notáveis
- O cânion Stuðlagil, com suas colunas de basalto hexagonais perfeitas, tornou-se uma das atrações mais famosas da Islândia.
- É o lar da maior floresta da Islândia, Hallormsstaðaskógur, e do lendário monstro do lago Lagarfljótsormurinn.
- Abriga a Usina Hidrelétrica de Kárahnjúkar, um dos maiores projetos de construção da história da Islândia.

### Sul (Suðurland)
A costa Sul é a região turística mais popular da Islândia, abrigando uma concentração extraordinária de atrações naturais icônicas. É uma importante área agrícola, utilizando estufas aquecidas por energia geotérmica. A maior cidade é Selfoss.
- Área: 24.526 km² (a maior região)
- População (2024): 33.812 habitantes
- Densidade: 1,4 hab./km²

Características Notáveis
- É o lar do famoso Círculo Dourado, que inclui o Parque Nacional Þingvellir, a cachoeira Gullfoss e os gêiseres Geysir e Strokkur.
- Famosa por suas praias de areia preta, como Reynisfjara, e pelas espetaculares lagoas glaciais de Jökulsárlón e Fjallsárlón.
- Dominada por vulcões famosos como Hekla, Katla (sob a geleira Mýrdalsjökull) e Eyjafjallajökull, que entrou em erupção em 2010.

## Dados consolidados
| Nr. | Região            | Nome em português | População (2025) | Área (km²) | Densidade (hab./km²) | ISO 3166 | Cidade principal |
| --- | ----------------- | ----------------- | ---------------- | ---------- | -------------------- | -------- | ---------------- |
| 1   | Höfuðborgarsvæðið | Região da Capital | 249.054          | 1.046      | 238,1                | IS-1     | Reykjavík        |
| 2   | Suðurnes          | Península do Sul  | 30.933           | 813        | 38,05                | IS-2     | Keflavík         |
| 3   | Vesturland        | Oeste             | 17.761           | 9.527      | 1,86                 | IS-3     | Akranes          |
| 4   | Vestfirðir        | Fiordes do Oeste  | 7.176            | 8.842      | 0,81                 | IS-4     | Ísafjörður       |
| 5   | Norðurland vestra | Noroeste          | 7.355            | 13.108     | 0,56                 | IS-5     | Sauðárkrókur     |
| 6   | Norðurland eystra | Nordeste          | 32.026           | 22.677     | 1,41                 | IS-6     | Akureyri         |
| 7   | Austurland        | Leste             | 11.217           | 15.706     | 0,71                 | IS-7     | Egilsstaðir      |
| 8   | Suðurland         | Sul               | 34.076           | 30.983     | 1,10                 | IS-8     | Selfoss          |

Nota: Reykjavík, embora faça parte da Região da Capital, tem o código ISO IS-0.